# Slavko Brankov
Slavko Brankov (Varaždin, 19. svibnja 1951. – Zagreb, 9. kolovoza 2006.), bio je hrvatski kazališni, filmski i televizijski glumac.

## Životopis
Slavko Brankov bio je hrvatski glumac, koji je najzapamćeniji ostao kao Crni Jack, lik kojeg je punih desetak godina igrao u televizijskoj seriji „Smogovci”. Slavko je studirao na zagrebačkoj Akademiji dramskih umjetnosti, i diplomirao je 1976. godine. Kao glumac počeo je u Gavelli, uz koju je bio vezan cijelu karijeru. Pokatkad je radio i s inim glumačkim družinama (Glumačka družina Histrion, Gradsko kazalište Trešnja, Satiričko kazalište Kerempuh), a imao je primijećenih uloga i u HNK-u u Varaždinu. Nakon kraja braka (1984. – 2004.) s glumicom Marinom Nemet, s kojom je dobio kćer Tenu (1994.), upustio se u ljubavnu vezu s mladom djevojkom, s kojom je ostao živjeti sve do svoje smrti.[nedostaje izvor] Umro je od posljedica zloćudne bolesti od koje se liječio na Klinici za plućne bolesti Jordanovac u Zagrebu.[nedostaje izvor]

### Posljednje počivalište
Slavko Brankov pokopan je 11. kolovoza 2006. godine na zagrebačkom groblju Miroševcu.

## Nagrade i priznanja
Nagradu za svoje glumačko umijeće je dobio 1992., konkretno nagradu Vladimir Nazor, za ulogu Calogiera di Spelta u djelu 'Velika magija'. 
Dobio je i nagradu HRT-a za ulogu negativca Crnog Jacka u dječjoj TV seriji "Smogovci". Rečena uloga mu je u potpunosti obilježila karijeru. O utjecaju te uloge na njegovu karijeru, sliku je najbolje dao sam Slavko Brankov: "'To je uloga koja me označila kao glumca i čini se da će trajati vječno. I trideset godina poslije snimanja 10-godišnjaci mi dobacuju 'Ej Crni Džek". 

## Filmografija

### Kazališne uloge
- Argan, u Umišljenom bolesniku od Molièrea
- Calogiero di Spelta u Velike magije Eduarda de Filipa,
- Čaruga, u Čarugi Ivana Kušana,
- Janez, u Kraljevu Miroslava Krleže* Malvogliau Na tri kralja od Shakespearea
- u Skupu Marina Držića
- u Carevoj kraljevni A. Cesarca
- u Pustolovu pred vratima M. Begovića
- u Sokol ga nije volio F. Šovagović
- u Svečanoj večeri u pogrebnom poduzeću I. Brešana
- u Ozračje I. Bakmaza
- u Brezi S. Kolara
- u Ospicama I. Vidića
- u "I to ljudi govore"

### Televizijske uloge
- "Gruntovčani" kao omladinac Ivo (1975.)
- "Punom parom" kao magistar (1980.)
- "Nepokoreni grad" (1981.)
- "Smogovci" kao Crni Džek (1982. – 1986.; 1996.)
- "Putovanje u Vučjak" kao Tomek (1986.)
- "Naši i vaši" kao Stjepan "Štef" Smolek (2000. – 2002.)
- "Bitange i princeze" kao Giovanni (2006.)
- "Zabranjena ljubav" kao Đuro Cvarkeš (2006.)
- "Balkan Inc." kao Dževad (2006.)

### Filmske uloge
- "Kad puške miruju" (1975.)
- "Kraljevo" (1981.)
- "Honor Bound" kao Gorodnikov vozač (1988.)
- "Under Cover" kao Cortez (1991.)
- "Zlatne godine" kao zatvorenik (1993.)
- "Vrijeme za ..." kao Stipe Dalmoš (1993.)
- "Gospa" kao zatvorski čuvar (1994.)
- "Kap" (1997.)
- "Čudnovate zgode šegrta Hlapića" kao Jazavac (1997.) - posudio glas
- "Transatlantic" (1998.)
- "Varalice" (1999.)
- "Ajmo žuti" kao Ivek (2001.)
- "Pušća Bistra" kao Tuba-Truba (2005.)
- "Crveno i crno" kao Lisac (2006.)

### Sinkronizacija
- "He-Man i gospodari svemira" kao Orko (1989.)
- "Tom i Jerry kao klinci" (1992.)
- "Batman: Animirana serija" kao Joker (1992.)
- "Batman i Superman Film" kao Joker (1997.)
- "Batman Beyond: Povratak Jokera" kao Joker (2000.)

## Vanjske poveznice
- Slavko Brankov u internetskoj bazi filmova IMDb-u (engl.)